# Costa Vasca
Costa Vasca (bask. Euskal Herriko kostaldea) – region turystyczny w Baskonii (Hiszpania), obejmujący wybrzeże Oceanu Atlantyckiego w okolicach znanego kąpieliska San Sebastian.

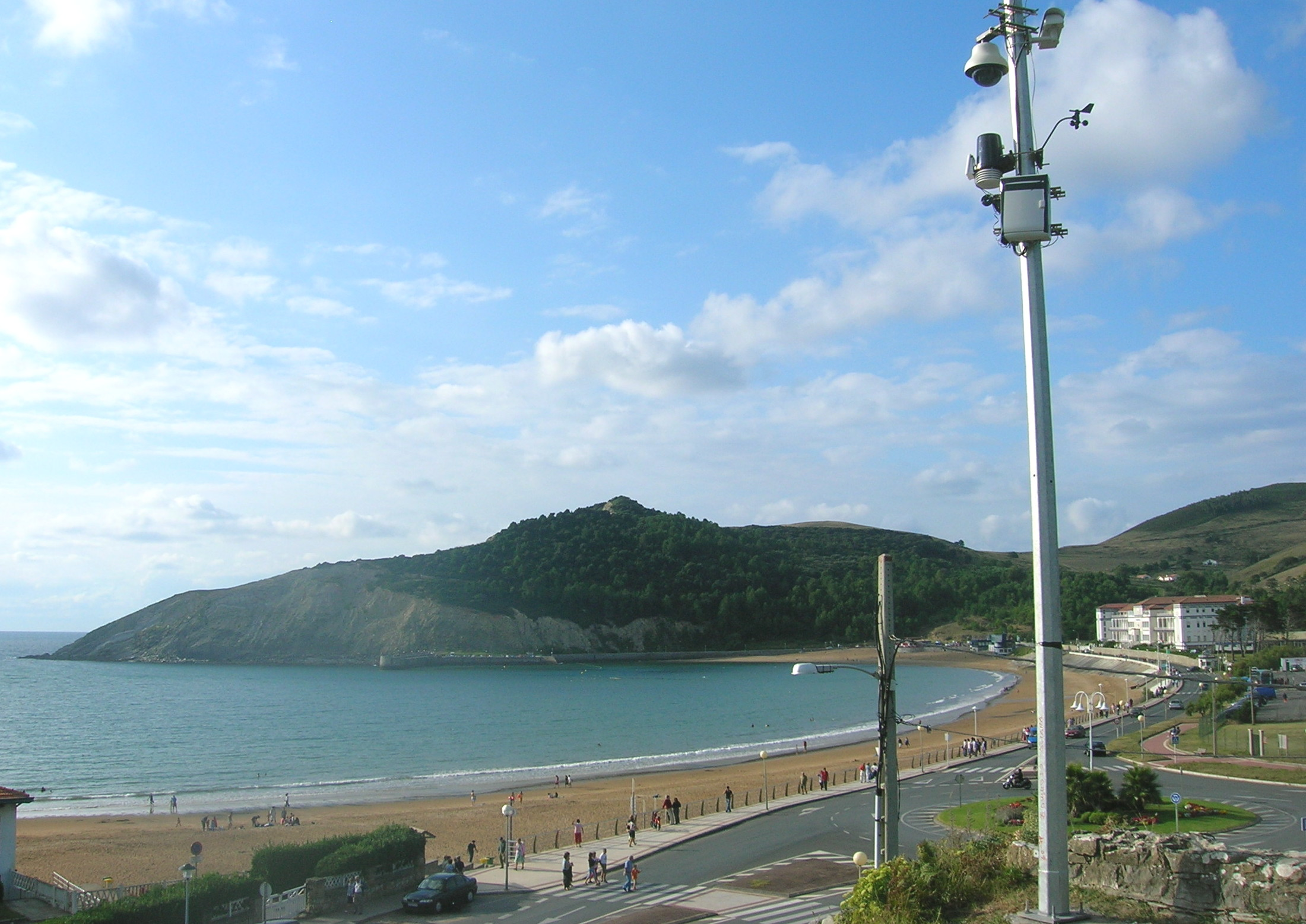
Gorliz